# Amfitheater van Curio
Het Amfitheater van Curio (Latijn:Amphitheatrum Curionis of Theatra Curionis) was het eerste amfitheater dat in Rome werd opgericht.
Volgens Plinius de Oudere bouwde Gaius Scribonius Curio het theater in 53 v.Chr. voor de lijkspelen die hij ter ere van zijn overleden vader hield.
Het was een bijzondere constructie, want feitelijk bouwde hij twee houten theaters, die met de rug (de tribunes) naar elkaar toe stonden en waren voorzien van wielen. 's Ochtends werden daar toneeldrama's opgevoerd, maar zodra deze waren afgelopen werden de theaters omgedraaid en aan elkaar vastgemaakt zodat een groot amfitheater ontstond. Hier werden dan gladiatorengevechten gehouden. Plinius meldt nog dat na een aantal dagen sommige toeschouwers gewoon op de tribunes bleven zitten terwijl deze werden omgedraaid.
Aangezien dit een houten constructie was heeft het amfitheater niet lang bestaan. De laatste melding dateert van 51 v.Chr. De locatie is onbekend, maar aangenomen wordt dat het theater op het Marsveld stond, in die tijd de gebruikelijke plaats voor dit soort spelen. Het eerste stenen amfitheater in Rome werd pas in 29 v.Chr. gebouwd.

## Antieke bron
1. ↑  Plinius maior Naturalis Historia, 36.117-20

## Referentie
- L. Richardson, jr, A New Topographical Dictionary of Ancient Rome, Baltimore - London 1992. pp.381. ISBN 0801843006